# Státní znak Řecka
Státní znak Řecka se užívá od 7. července 1975. Je jím modrý štít, do něhož je položen stříbrný heroldský kříž. Kolem štítu je zelený vavřínový věnec s plody.
Modrá barva symbolizuje moře, kříž křesťanskou víru a vavřínový věnec Starověké Řecko.

## Historický vývoj znaku

Řecký státní znak (1833–1862)
Velký státní znak Řeckého království (1863–1924 a 1935–1973)
Malý státní znak Řeckého království (1863–1924 a 1935–1973)